# Adrián Matos
Adrián José Matos (Maracaibo, Estado Zulia, Venezuela; 8 de julio de 1983), más conocido como Adrián J. Matos, es un actor de televisión, director, productor de teatro y músico venezolano.
Conocido más por su papel protagónico en la serie juvenil de venevisión "Por todo lo alto", también participó en la telenovela "Eva la trailera" interpretando a un personaje llamado Óscar.

## Carrera

### Inicios
A los nueve años participó en el programa Estrellita de Niños Cantores del Estado Zulia en 1992. Posteriormente en 2002, cuando tenía 19 años, trabajó en "Urbe Noticias" como presentador del noticiero de entretenimiento.
Adrián se trasladó a Caracas en 2005 para formar parte del programa "Atómico" (transmitido en Venevisión). Luego, en 2006, comenzó a trabajar en "Pijamadas" en la misma cadena.

### Despegue profesional
Para el año 2007 Adrián se incorporó a la cadena televisiva RCTV, donde participó en el programa "Control Remoto". Un año después empezó a formar parte de la serie “Tukiti” de la misma cadena de televisión.
En 2009, Adrián a los 26 años participó en el programa "Súper" de "Canal I". Posteriormente se incorporó a Unitarios para Venevisión en el programa " Necesito un amigo".
En 2011 Adrián Matos junto a Luisa Pacheco corrieron a cargo de las coreografías y producción de las presentaciones en vivo de la gira de "ISA TKM"
Entre 2010 y 2011 como ejecutivo y general productor presentó el espectáculo teatral “A qué te ríes”, el cual estuvo en varias ciudades del país en una gira nacional.
En 2014 Adrián participó como actor y como productor de la obra teatral "Divorciémonos Cariño".
En el año 2015 actuó en la película con producción venezolana "Mía Magdalena". Además, en este año el figuró como productor de la obra "Mujeres Infieles".

### Como productor
En el 2015 se traslada a Estados Unidos para continuar con su carrera donde fundó Miamicuchos Productions, productora venezolana dedicada a la movida teatral, marketing digital y organización de eventos y conciertos.
En 2016 participa en las Telenovelas de Telemundo “Eva la Trailera”, “Jenni Rivera: Mariposa de barrio”, además de participar en “Silvana sin lana”.
Para el año 2018 se presentó en la obra teatral "Rumba Teatro Bar" de la mano de personajes como Andreína Álvarez, Sonya Smith y Pedro Padilla. También participó en obras teatrales como "El Sauna"
En este año, 2021, se encuentra trabajando en el programa digital "Adrián Presenta" donde él figura como director, conductor y creativo, un segmento donde se tocarán temas de celebridades, negocios, salud y entretenimiento en general.
Actualmente reside en Miami, Florida y dirige Miamicuchos Productions.

## Trayectoria

### Televisión
| Televisión | Televisión           | Televisión | Televisión |
| Año        | Programa             | Canal      |            |
| ---------- | -------------------- | ---------- | ---------- |
| 2002       | Urbe Noticias        | Urbe TV    |            |
| 2005       | Atómico              | Venevisión |            |
| 2006       | Pijamadas            | Venevisión |            |
| 2007       | Control Remoto       | RCTV       |            |
| 2008       | Tukiti, crecí de una | RCTV       |            |
| 2008       | Por todo lo alto     | Venevisión |            |
| 2009       | Súper                | Canal I    |            |
| 2016       | Eva la Trailera      | Telemundo  |            |

### Show/Teatro
| Show/Teatro | Show/Teatro          | Show/Teatro | Show/Teatro |
| Año         | Título               | Lugar       |             |
| ----------- | -------------------- | ----------- | ----------- |
| 2014        | Relatos Borrachos    | Venezuela   |             |
| 2015        | Divorciémonos Cariño | Venezuela   |             |
| 2015        | La Llamadita         | EE.UU       |             |
| 2018        | Rumba Teatro Bar     | EE. UU.     |             |
| 2018        | El Sauna             | EE. UU.     |             |
| 2021        | El Santo Patriota    | EE.UU       |             |

### Largometrajes
| Largometrajes | Largometrajes | Largometrajes | Largometrajes |
| Año           | Título        | Tipo          |               |
| ------------- | ------------- | ------------- | ------------- |
| 2015          | Mía Magdalena | Película      |               |